# Белгам-Рівер (Монтсеррат)
Белгам Рівер (англ. Belham River)) — річка на острові Монтсеррат (Британські заморські території). Витік розташований на висоті близько 700 метрів над рівнем моря на горі Чанкес Пік (Chances Peak). Впадає до Карибського моря.
Найбільша річка острова, яка починається в горах і стрімко стікає до узбережжя. Течія річки бурхлива, яка вибиває в рельєфі численні перекати та водоспади й глибоку ущелину.

Мапа Монтсеррату з річками острова

## Особливості
Унаслідок кількох вивержень вулкану на горі Суфрієр-Гіллз у 1997 році, нижня частина річища була наповнена магмою, а декотрі поселення на берегах річки та всі комунікації були знищені. Однак завдяки постійному притокові води з підземних джерел та дощів у верхів'ях річки — водний потік пробив собі нові шляхи, аби влитися до моря.
Протікає через поселення: Олд Таун (Old Towne), Айлес Бей (Isles Bay), Корк Гілл (Cork Hill), Геппі Гілл (Happy Hill), Вікес (Weekes) та зниклі Джаджес (Gages), Фарреллс (Farrells), Сент-Джордж Гілл (St. George's Hill). Тече в західній частині острова, а саме межею територій парохій Сент-Антоні та Сент-Пітер.